# قصة الله مع مورغان فريمان
قصة الله مع مورغان فريمان هو مسلسل تلفزيوني وثائقي أمريكي، عُرِّض لأول مرة على قناة ناشونال جيوغرافيك في 3 أبريل 2016. اشتمل الموسم الأول على ست حلقات، وقد يث الموسم الثاني، يوم 16 يناير عام 2017، يسعى ويبحث الممثل مورغان فريمان، في هذا البرنامج، وراء المعتقدات والديانات السماوية في رحلة حول العالم، يسعى من ورائها للكشف عن معنى الحياة، والإجابة عن جميع الأسئلة المتعلقة بالله.

## الموسم الأول
| الرقم. | عنوان الحلقة                      | تاريخ العرض   |
| ------ | --------------------------------- | ------------- |
| 1      | «ما وراء الموت»                   | 03 أبريل 2016 |
| 2      | «أبوكاليبس : نبوءات نهاية العالم» | 10 أبريل 2016 |
| 3      | «من هو الله؟»                     | 17 أبريل 2016 |
| 4      | «الخلق»                           | 24 أبريل 2016 |
| 5      | «لماذا الشر موجود؟»               | 01 مايو 2016  |
| 6      | «قوة المعجزات»                    | 08 مايو 2016  |

## الموسم الثاني
| الرقم. | عنوان الحلقة           | تاريخ العرض   |
| ------ | ---------------------- | ------------- |
| 1      | «المختارون»            | 16 يناير 2017 |
| 2      | «الجنة والنار»         | 23 يناير 2017 |
| 3      | «الدليل على وجود الله» | 30 يناير 2017 |

## روابط خارجية
- قصة الله مع مورغان فريمان على موقع IMDb (الإنجليزية)
- قصة الله مع مورغان فريمان على موقع ميتاكريتيك (الإنجليزية)
- قصة الله مع مورغان فريمان على موقع روتن توميتوز (الإنجليزية)
- قصة الله مع مورغان فريمان على موقع نتفليكس (الإنجليزية)
- قصة الله مع مورغان فريمان على موقع كينوبويسك (الروسية)
- قصة الله مع مورغان فريمان على موقع قاعدة بيانات الفيلم (الإنجليزية)